# Nina Kennedy
Nina Kennedy, född 5 april 1997, är en australisk friidrottare som tävlar i stavhopp.

## Karriär
Vid världsmästerskapen i friidrott år 2023 i Budapest delade Kennedy guldet i stavhopp med Katie Moon. Vid världsmästerskapen i friidrott år 2022 vann hon brons i samma gren. Vid OS 2024 tog hon guld i stavhopp.